# Queorudo
Queorudo (Keorudu) ist eine osttimoresische Aldeia im Suco Mulo (Verwaltungsamt Hatu-Builico, Gemeinde Ainaro). 2015 lebten in der Aldeia 1530 Menschen.

## Geographie
Die Aldeia Queorudo liegt im Nordwesten des Sucos Mulo. Im Südosten befindet sich die Aldeia Mulo und im Norden schließt sich die Aldeia Bleheto an. Im Westen und im Norden, beidseits von Bleheto, grenzt Queorudo an den Suco Nuno-Mogue. Die Westgrenze Queorudos bildet der Tolemau, ein Nebenfluss des Beluliks.
Das Zentrum von Queorudo reicht auf eine Meereshöhe von über 2000 m. Die Besiedlung erstreckt sich über fast die gesamte Aldeia verstreut. Meist sind es einzeln oder in kleinen Gruppen zusammenstehende Häusern. Größte Siedlung ist Queorudo im Westen der Aldeia.